# Pałac Marynki w Puławach

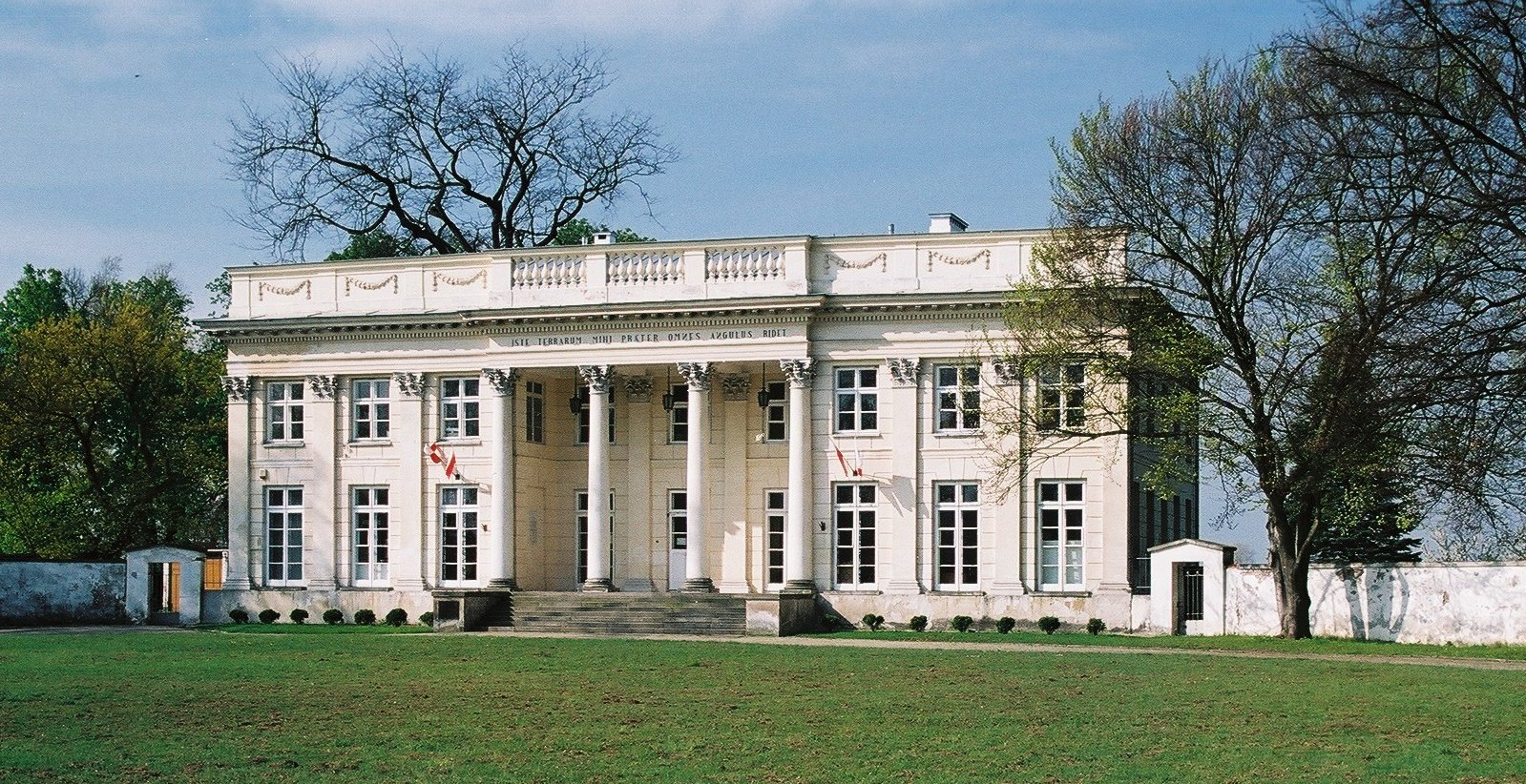
Pałac Marynki

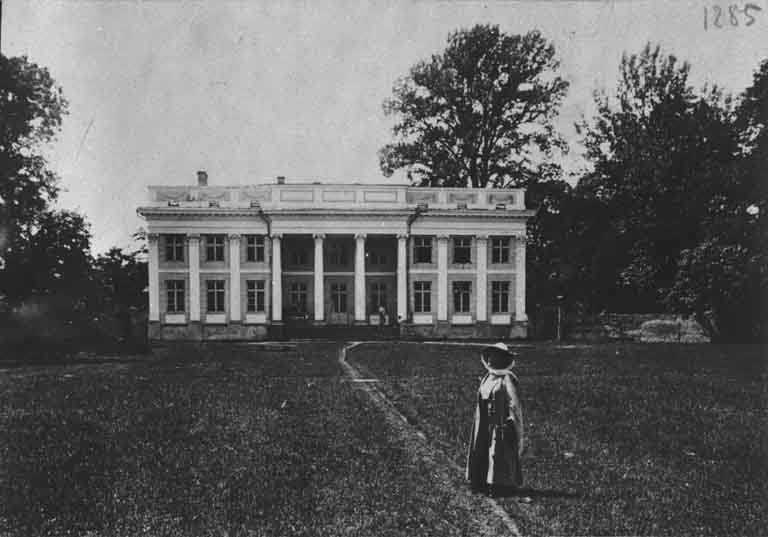
Widok pałacu w 1909

Pałac Marynki w Puławach – klasycystyczny pałac z końca XVIII wieku, wchodzący w skład zespołu pałacowo-parkowego przy pałacu Czartoryskich w Puławach.
Pałac Marynki zbudowany został według projektu Piotra Aignera w latach 1791–1796 dla córki księżnej Izabeli Czartoryskiej, Marii z Czartoryskich Wirtemberskiej. Jednak sama Maria mieszkała tu rzadko – częściej pałacyk wykorzystywany był dla gości Czartoryskich.
Usytuowany jest w południowej części zespołu pałacowo-parkowego za „Dziką Promenadą”. Jest budynkiem murowanym, wzniesionym na rzucie prostokąta, jednopiętrowym. Fasadę jego zdobią kolumny i pilastry w stylu korynckim, na którym wspiera się opatrzony płaskorzeźbami fryz, biegnący wzdłuż całej fasady, wgłębny, podparty na czterech kolumnach, posiada na architrawie napis: „Iste terrarum mihi praeter omnes angulus ridet” („Ten zakątek najbardziej ze wszystkich się do mnie uśmiecha” – z Horacego). Portyk ów jest rzadkością architektoniczną w skali kraju (oprócz tego w Pałacu Marynki, występuje jedynie w warszawskich Łazienkach).
We wnętrzu znajduje się okrągły salon, którego ryzalit widoczny jest od strony łachy wiślanej. Salon posiada mozaikową posadzkę oraz dekorację sztukateryjną, wykonaną przez Fryderyka Baumana. Znajduje się tutaj unikalna w Polsce (jedna z trzech) konstrukcja kominka w oknie. Dawniej salon był nakryty kopułą, jednak w XIX wieku nakryto go płaskim stropem ponad sztukatorskim belkowaniem. W dwudziestoleciu międzywojennym zlikwidowano attyki w elewacjach bocznych i ogrodowej. Przed wejściem do salonu znajdują się dwa lwy z czarnego marmuru, które pierwotnie zdobiły wejście do oranżerii przypałacowej.
W Pałacyku mieścił się Zakład Pszczelnictwa Instytutu Ogrodnictwa w Skierniewicach. W 2017 obiekt został zakupiony przez miasto Puławy.